# Роза гавайская
Роза гавайская, или Аргирея жилистая (лат. Argyreia nervosa) — многолетнее травянистое растение, вид рода Аргирея (Argyreia) семейства Вьюнковые (Convolvulaceae).
Растение ценят за эстетические качества. Семена этого вьюнка иногда используются в качестве расслабляющего средства на Гавайях в основном вместо алкоголя.
С 31 декабря 2009 года в России семена розы гавайской входят в Список I Перечня наркотических средств, психотропных веществ и их прекурсоров, подлежащих контролю в Российской Федерации (оборот запрещён).
Английское общеупотребительное название растения — Hawaiian baby woodrose («малая гавайская древовидная роза»; не следует путать это название с похожим английским названием, Hawaiian Woodrose, которое относится к другому виду — Merremia tuberosa). Другие названия растения — «Слоновая драга», «Мохнатая утренняя слава».

## Распространение
Растение родом с Индийского полуострова, оно произрастает по всему миру, особенно в таких местностях как Гавайи, Африка, и в Карибском районе.

## Химический состав
Семена растения содержат многочисленные амиды лизергиновой кислоты, включая эргин, эргоновин и изоэргин. Из этой химической группы происходит хорошо известный психоделик ЛСД. Психоактивные эффекты, испытываемые после употребления семян, обычно приписываются эргину (также известному как амид d-лизергиновой кислоты, LSA или LA-111), хотя обоснованность данного утверждения оспаривается.
На территории США эргин входит в список DEA, Schedule III. При этом само растение остаётся легальным. Соответственно, обладание любой частью растения является полностью легальным. В то же время, экстракция эргина на территории США преследуется по закону, однако случаев, чтобы он срабатывал, пока не зафиксировано. Растение там не контролируется как предшественник профилирующих субстанций, так как синтез ЛСД из эргина хотя и возможен, но крайне не практичен.
Семена также содержат гликозиды. Эти соединения могут вызывать некоторые из отмеченных побочных эффектов от их употребления. Многие верят, что пушистое покрытие семян является основной причиной, вызывающей «морскую болезнь», однако известно, что этот «мех» инертен; скорее всего, вызывающий тошноту фактор содержится в самих семенах.

## Ботаническое описание

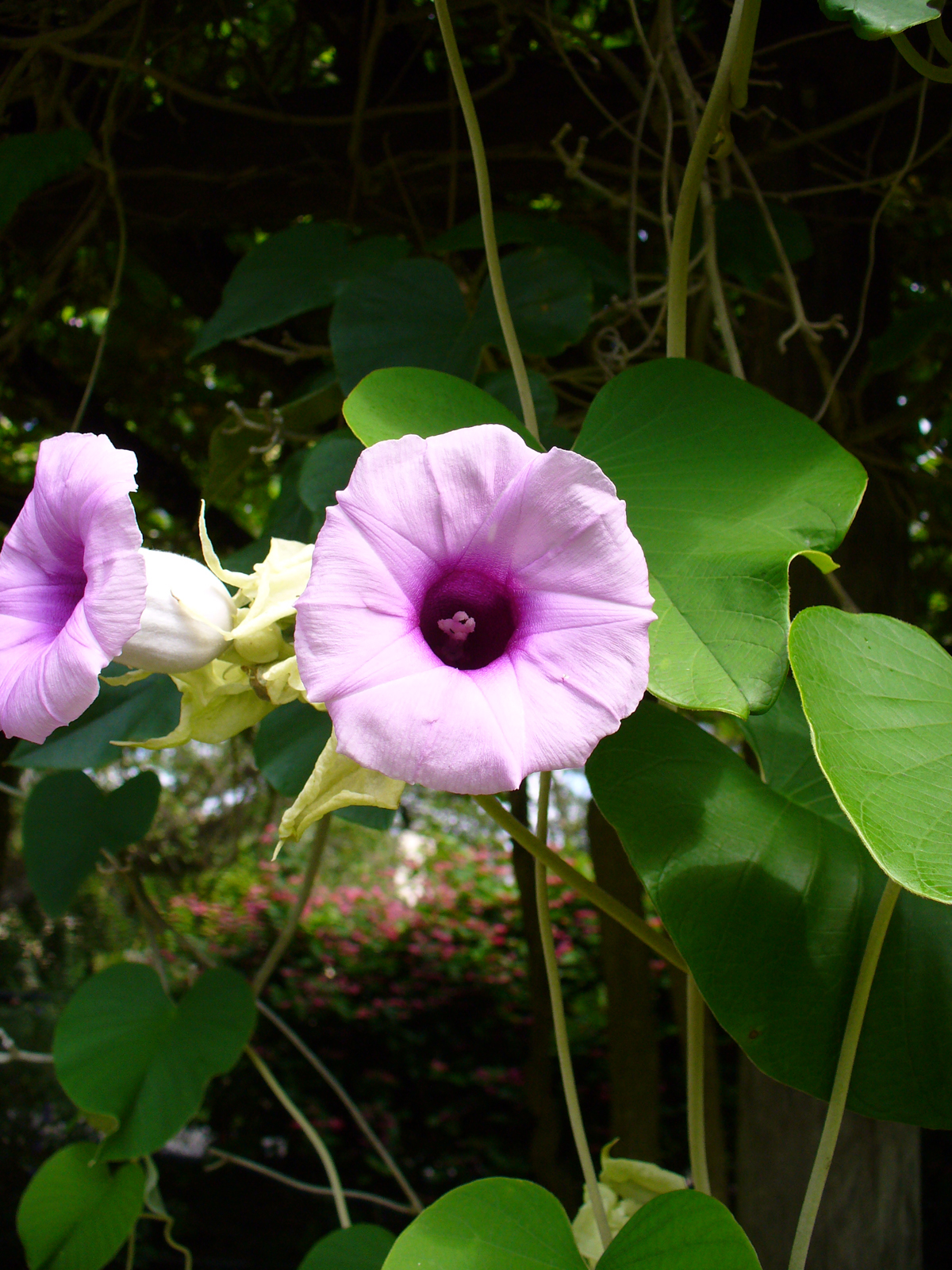
Цветы розы гавайской

## История
Роза гавайская — редкий пример растения, галлюциногенные свойства которого были открыты относительно недавно. В то время как другие растения из семейства Convolvulaceae, такие как Rivea corymbosa (местное название — Ololiuhqui) и Ipomoea violacea (местное название — Tlitliltzin), использовались в шаманских ритуалах Латинской Америки на протяжении веков, роза гавайская традиционно оставалась незамеченной как галлюциноген. Её свойства впервые были исследованы в 1960-х, при этом оказалось, что химический состав её семян практически идентичен двум видам упомянутым выше и в действительности она обладает наивысшей концентрацией психоактивных веществ из всего семейства.
Традиционное использование растения в Индии подразумевало употребление листьев и корней растения (которые не обладают психоактивными свойствами) в качестве антисептических и противовоспалительных лекарств.
Психоделические свойства семян стали известными в основном через их использование на Гавайях, на Гаити и Пуэрто-Рико, где обнищавшие представители населения принимали семена в поисках «дешёвого кайфа» в качестве альтернативы алкоголю. Образец вскоре попал к Альберту Хофманну (профессору, открывшему ЛСД), который подтвердил психоактивные свойства и проанализировал химический состав.

## Значение и применение

### Психотропное использование

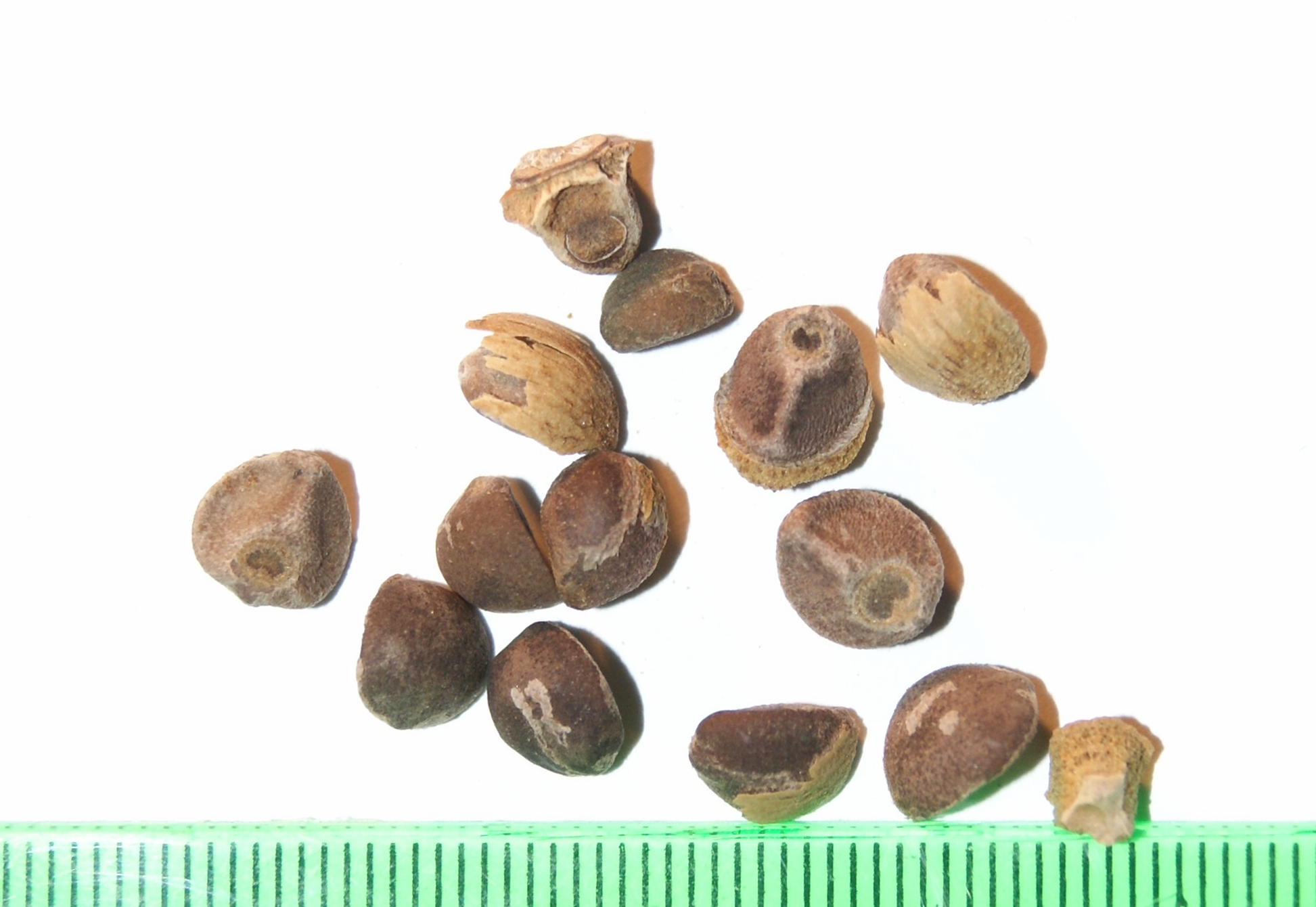
Семена розы гавайской

Эффекты перорального употребления семян сравнимы с действием ЛСД. Опыт обычно описывают как «характерно психоделический» (описания варьируют в зависимости от принятой дозы и культурного происхождения употребляющего). Эффект визуален, с некоторыми изменениями пространства при открытых глазах и узорами при закрытых глазах. Наиболее заметные эффекты — мыслительные, также иногда отмечаются изменения в звуковом восприятии. Временное и пространственное восприятие серьёзно нарушается, вызывая типичное ощущение галлюцинации: «пять минут кажутся часом, а час кажется пятью минутами». Некоторые наблюдают чувство усталости во время опыта.
Наиболее известные сленговые названия розы гавайской: «Коричневая таблетка», «Тропические камушки».

### Медицинское использование
Не используется в медицине.

## Биологическая активность
Исследование In vivo на самцах крыс показало, что алкалоидная фракция корней розы гавайской увеличивает уровень тестостерона и холестерина в сыворотке крови, частоту садок и интромиссий, а также уменьшает латентность садок и интромиссий. Увеличивает вес семенников, предстательной железы, семенных пузырьков и придатка яичка, а также концентрацию сперматозоидов. Увеличение уровня тестостерона на 100% и холестерина на 146.7% достигалось при дозе 50 мг/кг.